# ميخائيل برانتلي
ميخائيل برانتلي (بالإنجليزية: Michael Brantley)‏ هو لاعب كرة قاعدة أمريكي، ولد في 15 مايو 1987 في بالفيو في الولايات المتحدة.

## وصلات خارجية
- ميخائيل برانتلي على موقع دوري كرة القاعدة الرئيسي (الإنجليزية)
- ميخائيل برانتلي على موقعبيزبول رفرنس.كوم (الدوري الرئيسي) (الإنجليزية)
- ميخائيل برانتلي على موقعبيزبول رفرنس.كوم (الدوري الثانوي) (الإنجليزية)
- ميخائيل برانتلي على موقع إي إس بي إن.كوم (أم.أل.بي) (الإنجليزية)
- ميخائيل برانتلي على موقع مشجعي الرسوم البيانية (الإنجليزية)